# Latenses
Los Latenses eran un pueblo celta del norte de Inglaterra que habitaba el actual condado de Leeds. Fue una de las tribus absorbidas por los brigantes, al igual que los Gabrantovices (North Yorkshire), Setantii (Lancashire), Lopocares y Textoverdi (al norte, donde se construiría el Muro de Adriano e incluso los Carvetii de Cumbria.
Hay un asentamiento en la actual Adel, West Yorkshire, conocido por los romanos como Burgodunum.